# Barbara Ployer
Maria Anna Barbara Ployer (o Babette) (Alta Austria (Sarmingstein), 2 settembre 1765 – Croazia (Brodosane), aprile 1811) è stata una pianista austriaca. Era un'allieva di pianoforte e composizione di Wolfgang Amadeus Mozart, per la quale scrisse due concerti per pianoforte nel 1784, n. 14 KV. 449 e n. 17, KV. 453, che furono entrambi presentati per la prima volta da lei nel 1784.

## Biografia
Nacque il 2 settembre 1765 a Sarmingstein Alta Austria e morì prima dell'aprile 1811 a Brodosane, in Croazia. Era figlia di Franz Kajetan Ployer, commerciante di legname ed esattore delle tasse. Dopo la morte di sua madre nel 1779 si trasferì a Vienna per vivere con suo zio, il consigliere di corte Gottfried Ignaz von Ployer, l'agente del tribunale di Salisburgo a Vienna, dove entrò in contatto con Mozart. Dopo il suo matrimonio si trasferì a Križevci in Croazia, dove suo marito Cornelius Bujánovics von Agg-Telek (1770-1844) aveva la sua proprietà.
Entrambi i concerti che Mozart scrisse per lei sono di altissima qualità, e le parti per pianoforte sono dure, suggerendo che lei era altamente qualificata sia tecnicamente che musicalmente. Le variazioni per pianoforte in fa minore di Joseph Haydn non sono state scritte per lei, ma per la moglie di Gottfried Ignaz von Ployer, Antonia von Ployer, nata von Spaun.
Mozart poteva provare dispiacere per una pupilla arretrata, ma una brava gli causava molto orgoglio. Il 9 giugno 1784 scrisse a suo padre: "Sto portando Paisiello nella mia carrozza, perché voglio che ascolti sia la mia allieva che le mie composizioni". Questa allieva era Barbara Ployer, della quale realizzò uno schizzo di ritratto a margine di una delle sue composizioni, riprodotto negli spartiti della Sonata per due pianoforti in re maggiore KV. 448 di Mozart, pubblicata nel 2014 da Alfred Music.